# Lijst van kastelen op Cyprus
Hier volgt een alfabetische lijst met kastelen op het eiland Cyprus.
Het gaat hier om het gehele eiland, dus zowel het Grieks-Cypriotische als het Turks-Cypriotische deel.

## B
- Kasteel Buffavento

## K
- Kasteel Kantara
- Kasteel Kolossi
- Kasteel Kyrenia

## L
- Kasteel Larnaca
- Kasteel Limassol

## P
- Kasteel van Paphos

## S
- Kasteel Saint Hilarion

Albanië · Armenië · België · Bosnië-Herzegovina · Bulgarije · Cyprus · Denemarken · Duitsland · Engeland · Estland · Finland · Frankrijk · Griekenland · Hongarije · Ierland · Italië · Kroatië · Letland · Litouwen · Luxemburg · Nederland · Noorwegen · Oostenrijk · Polen · Portugal · Roemenië · Schotland · Servië · Slovenië · Slowakije · Spanje · Tsjechië · Wales · Zweden · Zwitserland